# Cimetière de Nunhead

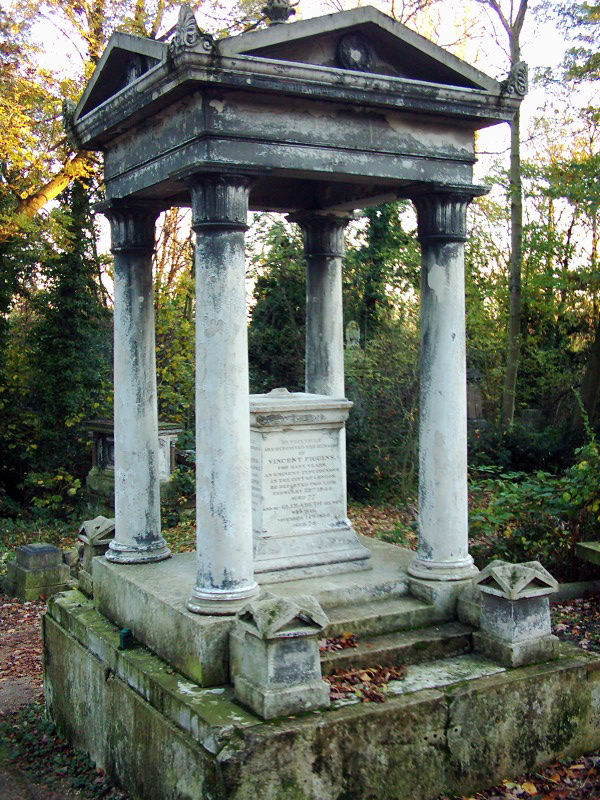
Tombe de Vincent Figgins

Le cimetière de Nunhead est un cimetière qui fait partie des Magnificent Seven à Londres (Royaume-Uni). C'est peut-être le moins célèbre et pourtant le plus célébré d'entre eux. Le cimetière est situé à Nunhead dans le quartier londonien de Southwark et était à l'origine connu sous le nom de All Saints Cemetery. Le cimetière de Nunhead a été consacré en 1840 et ouvert par la London Cemetery Company. C'est une réserve naturelle locale,. 

## Emplacement
Le cimetière se trouve dans le Borough londonien de Southwark. 

## Histoire et description
Consacré en 1840, avec une chapelle anglicane conçue par Thomas Little, c'est l'un des sept magnifiques cimetières victoriens établis en anneau autour de ce qui était alors la périphérie de Londres. La première tombe de Nunhead a été creusée en octobre 1840.   
Le cimetière contient des exemples des monuments imposants des citoyens les plus éminents de l'époque, qui contrastent fortement avec les petites pierres tombales simples marquant des sépultures communes ou publiques. Au milieu du 20e siècle, le cimetière était presque complet et a donc été abandonné par la United Cemetery Company. Avec la négligence qui s'ensuivit, le cimetière passa progressivement de la pelouse à la prairie et finalement aux bois. C'est maintenant une réserve naturelle locale et un site d'importance métropolitaine pour la faune, peuplé d'oiseaux chanteurs, de pics et de chouettes. Un manque de soins et d'argent a rendu les tombes aux ravages de la nature et du vandalisme, mais au début des années 1980, le Friends of Nunhead Cemetery a été formé pour rénover et protéger le cimetière. 
Le cimetière a été rouvert en mai 2001 après un vaste projet de restauration financé par le Southwark Council et le Heritage Lottery Fund. Cinquante monuments commémoratifs ont été restaurés ainsi que la chapelle anglicane. 

## Enterrés notables
- Sir Frederick Abel (1827-1902), co-inventeur de Cordite
- Frederick Edward Beckwith (1821-1898), nageur
- George John Bennett (1800-1879), acteur shakespearien anglais
- William Brough (1826-1870), écrivain et dramaturge
- Edward John Eliot (1782–1863), soldat de la guerre péninsulaire
- Vincent Figgins (1766-1844), typographe
- Jenny Hill (1848-1896), interprète de music-hall
- Cicely Nott (1832-1900), chanteuse et actrice
- Thomas Tilling (1825–1893), magnat des bus
- Alfred Vance (1839-1888), interprète de music-hall anglais

## Agencement et structures
Avec 21 hectares, c'est le deuxième plus grand des sept cimetières magnifiques. Les vues sur Londres incluent la cathédrale St Paul. 
La partie victorienne du cimetière est actuellement en mauvais état, mieux décrite comme une nature sauvage élégante; les habitants aiment l'appeler une réserve naturelle. De nombreuses zones du cimetière sont assez recouvertes de vignes, comme le montrent les nouvelles photos touristiques. De nombreuses pierres tombales penchent sur le côté. Bien que les amis du cimetière Nunhead fassent de leur mieux pour restaurer certaines parties du cimetière, il a grandement besoin de soins et de financement. C'est un endroit populaire pour se promener. 

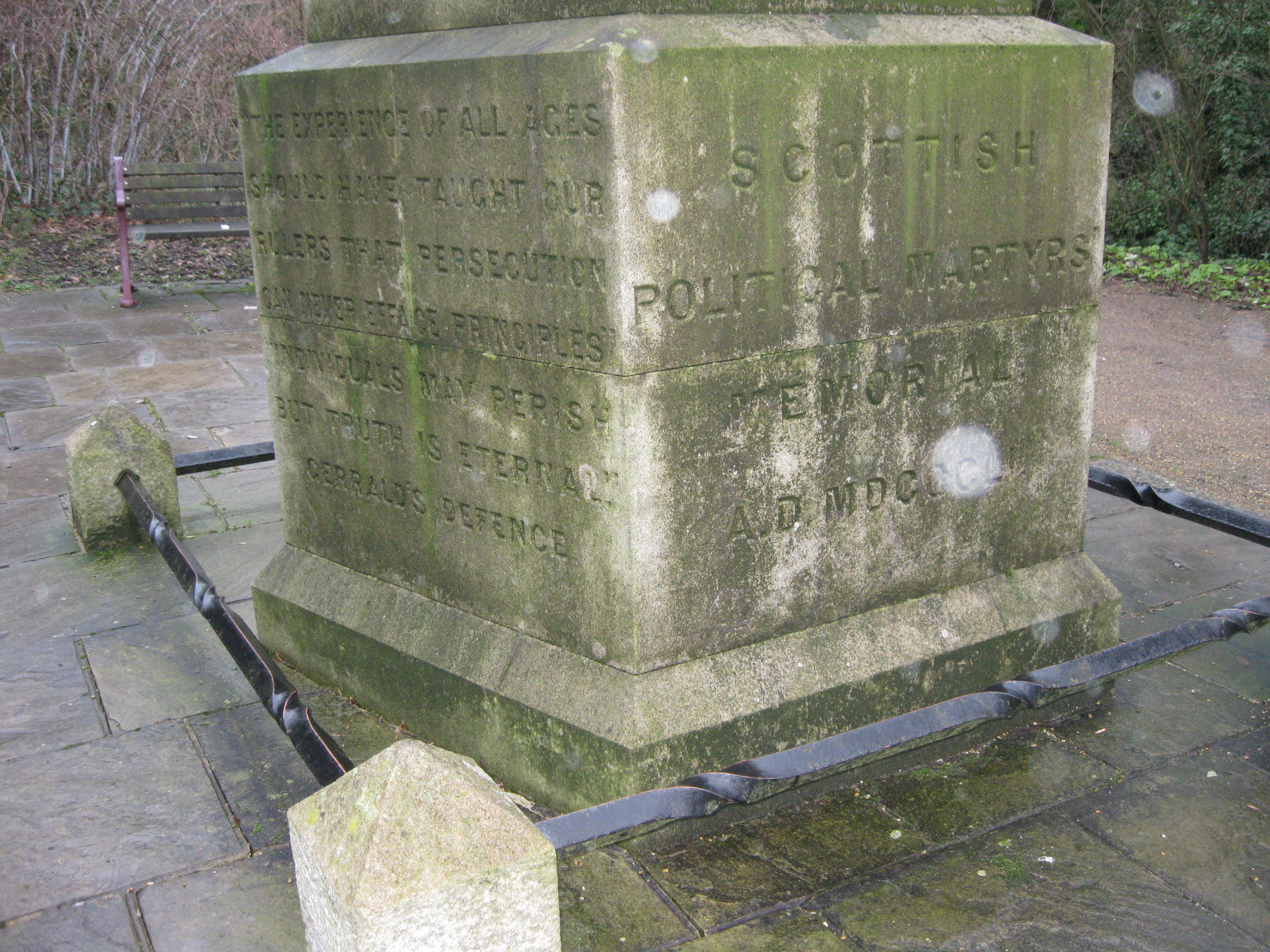
La base du monument des martyrs écossais

## Galerie
Le cimetière de Nunhead est l'un des Magnificent Seven. C'est l'un des deux cimetières situés au sud de la Tamise (l'autre étant le cimetière de West Norwood). 